# 淡嶋神社
淡嶋神社（あわしまじんじゃ）是位在日本和歌山縣和歌山市的神社。為式內社、舊社格為鄉社。日本全國約1000座淡島（嶋）神社・粟島神社・淡路神社之總本社。

## 祭神
少彥名命、大己貴命、息長足姫命（神功皇后）為祭神。但是，關於淡島神（淡島明神）的本體有諸說。

## 關連項目
- 淡島神社・粟島神社 - 其他祭祀淡島神的神社。

## 外部連結
- 淡嶋神社 （页面存档备份，存于）